# Президиум Национальной академии наук Беларуси
Председатель Президиума
- Гусаков Владимир Григорьевич. Доктор экономических наук, академик
- Чижик, Сергей Антонович — Зампред президиума. Доктор технических наук, академик
- Килин, Сергей Яковлевич. Заместитель Председателя Президиума. Доктор физико-математических наук, академик
- Сукало, Александр Васильевич Заместитель Председателя Президиума. Доктор медицинских наук, академик
- Казакевич, Пётр Петрович Заместитель Председателя Президиума. Доктор технических наук, член-корреспондент
- Кильчевский, Александр Владимирович. Главный ученый секретарь. Доктор биологических наук, академик

Члены Президиума Национальной академии наук Беларуси
- Азаренко, Владимир Витальевич — академик-секретарь Отделения аграрных наук Национальной академии наук Беларуси
- Гапоненко, Сергей Васильевич — директор исполнительной дирекции Белорусского республиканского фонда фундаментальных исследований
- Иванец Андрей Иванович, заместитель директора по научной работе государственного научного учреждения «Институт общей и неорганической химии Национальной академии наук Беларуси»
- Коваленя, Александр Александрович академик-секретарь Отделения гуманитарных наук и искусств Национальной академии наук Беларуси
- Ласковнёв, Александр Петрович академик-секретарь Отделения физико-технических наук Национальной академии наук Беларуси
- Карпенко, Игорь Васильевич — Министр образования
- Никифоров, Михаил Ефимович — академик-секретарь Отделения биологических наук Национальной академии наук Беларуси
- Орлович, Валентин Антонович — академик-секретарь Отделения физики, математики и информатики Национальной академии наук Беларуси
- Пальчик, Геннадий Владимирович — Председатель Высшей аттестационной комиссии Республики Беларусь
- Семашко, Владимир Ильич Заместитель Премьер-министра Республики Беларусь
- Сердюченко, Николай Сергеевич академик-секретарь Отделения медицинских наук Национальной академии наук Беларуси
- Снопков, Николай Геннадьевич — Заместитель Главы Администрации Президента Республики Беларусь
- Усанов, Сергей Александрович академик-секретарь Отделения химии и наук о Земле Национальной академии наук Беларуси
- Шумилин, Александр Геннадьевич — Председатель Государственного комитета по науке и технологиям